# Sorry Little Sarah
Sorry Little Sarah (Lo siento, Sarita) es el primer sencillo del álbum debut de Blue System, Walking On A Rainbow. Es publicado el 19 de octubre de 1987 por Hanseatic M.V. y distribuido por BMG. La letra, música, arreglos y producción pertenecen a Dieter Bohlen, La coproducción estuvo a cargo de Luis Rodriguez.

## Antecedentes
Durante la era Modern Talking, Dieter fue repetidamente acusado de que sus canciones se parezcan recíprocamente y sean solo un producto comercial, sin creatividad, haciendo hincapié a que el inglés de Bohlen es monstruoso y, a menudo, sus poemas eran simplemente una colección de frases sin sentido con una inclinación pseudo-romántica. A veces él mismo estuvo de acuerdo en que sus canciones por un día "se escuchaban y olvidaban", pero al mismo tiempo siempre dijo que ponía su alma en cada canción, que cada una de ellas era parte de él. 
También acusaron a Modern Talking de ser demasiado pop, un típico eurodisco electrónico, música que profesionales y críticos nunca consideraron serio, y por lo tanto, como compositor, Dieter también fue tratado con indiferencia.
La aparición de Blue System le permitió a Dieter descubrir nuevas facetas de su trabajo. La carta de presentación del grupo no fue otro éxito Disco al estilo de "Brother Louie", sino "Sorry Little Sarah" , una samba al estilo de latino y con una fuerte influencia bossa nova. 
Antes de eso, nadie en Alemania tuvo la idea de hacer tal música. Habiendo lanzado aquel tema, Dieter inmediatamente llamó la atención. Lo que Dieter Bohlen ha dicho sobre esta canción fue: "Después de Modern Talking, pensé durante mucho tiempo qué cosa podría hacer ahora, y nunca tuvimos un éxito de samba en Alemania. Así que, para mí, fue un gran desafío escribir una samba".
La melodía usó intencionalmente tantos instrumentos en vivo como fue posible, incluidos los exóticos. Como de costumbre, el proyecto fue apoyado por Luis Rodríguez, quien tampoco se mostró indiferente ante tal música.

## Lanzamiento
El 1 de octubre de 1987, Blue System se presenta por primera vez en TV en el programa de televisión alemán "Tele Ass", durante el cual estrenaron "Sorry Little Sarah", convirtiese en el primer sencillo de la nueva creación de Bohlen.

## Sencillos
7" Single Hansa 109 469 año 1987
1. 	Sorry Little Sarah		3:35
2. 	Big Boys Don't Cry		3:11

12" Maxi Hansa 609 469 año 1987
1. 	Sorry Little Sarah (Long Version)		5:12
2. 	Big Boys Don't Cry (Long Version)		5:24

12" Maxi Hansa 609 640 año 1987
1. 	Sorry Little Sarah (New York Dance Mix)		5:58
2. 	Big Boys Don't Cry (Long Version)		5:24

## Video Musical
El video de esta canción fue filmado en Mallorca, el lugar de vacaciones favorito de Dieter. Allí, él tenía una villa donde pasaba el resto de sus vacaciones, por lo que no tomó mucho tiempo en buscar lugares para filmar. El video muestra escenas de Dieter tocando la guitarra a orillas del mar embravecido, paseando entre las palmeras mientras hace mímica con los labios. También aparece Jeanette Dupuis, la que era en ese entonces una integrante de Blue System. Ella representa en interés amoroso de Bohlen en el video con escenas de ambos abrazándose en las olas furiosas y creando una completa ilusión de amor.
A la filmación de este video asistió también la esposa de Dieter, Erika, que siguió estrictamente a su esposo en cada escena del rodaje. Sin embargo, según el libro de Dieter, esto no ayudó, y las letras de la canción "Sorry little Sarah. Oh I lose my self-control" ("Lo siento, Sarita. Oh, estoy perdiendo mi autocontrol) se convirtió en una especie de predicción para lo que vino después.
Y es que debido a Jeanette, Dieter tuvo muchas discusiones con Erika. Hasta que a mediados de 1988, después que Dieter tuviera un romance con Jeanette, se fue a vivir con ella por un tiempo dejando atrás a su esposa. Pero pronto Dieter y Jeanette se separaron, él regresó con su familia, y ella, por supuesto, dejó la banda.

## Charts
El sencillo permaneció 15 semanas en el chart alemán desde el 2 de noviembre de 1987 hasta el 21 de febrero de 1988. Alcanzó el #14 como máxima posición.
| Chart (1987) | Máxima posición |
| ------------ | --------------- |
| Alemania     | 14              |
| Austria      | 10              |
| España       | 6               |
| Sudáfrica    | 19              |

## Otras versiones
En 1988 el cantante italiano Gino Castelli grabó una versión de "Sorry Little Sarah" que publicó en un sencillo de 7" y que se incluyó en un álbum publicado en ese mismo año bajo el nombre de "Rainbow To Paradise".

### Sencillo
7" Single Hansa 109 714, 1988
1. Rainbow To Paradise (Instrumental) [3:20]
2. Sorry Little Sarah (Instrumental) [3:25]